# Кам'яний Брід (Звенигородський район)

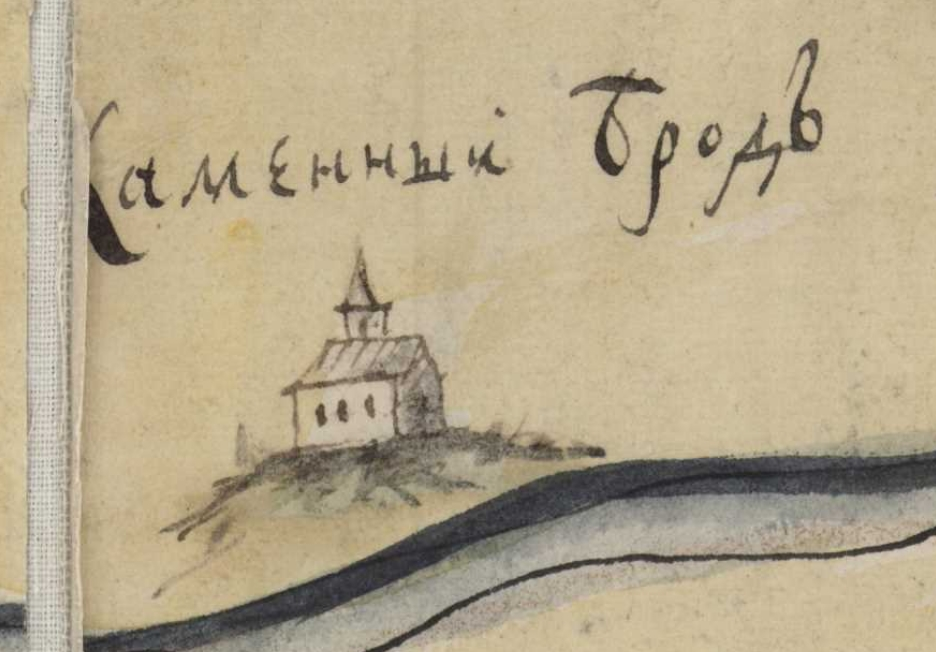
Кам'яний Брід на карті XVIII століття

Кам'яни́й Брід — село в Україні, у Бужанській сільській громаді Звенигородського району Черкаської області. У селі мешкає 905 людей.

## Відомі мешканці
В селі закінчив школу, мешкав та похований Зінченко Олексій Володимирович (1977—2014) — капітан першого рангу (посмертно) Збройних сил України, учасник російсько-української війни.

## Населення
Згідно з переписом УРСР 1989 року чисельність наявного населення села становила 1151 особа, з яких 488 чоловіків та 663 жінки.
За переписом населення України 2001 року в селі мешкало 1018 осіб.

### Мова
Розподіл населення за рідною мовою за даними перепису 2001 року:
| Мова       | Відсоток |
| ---------- | -------- |
| українська | 99,31 %  |
| російська  | 0,49 %   |
| молдовська | 0,10 %   |